# Twee Vrouwen (Egypte)

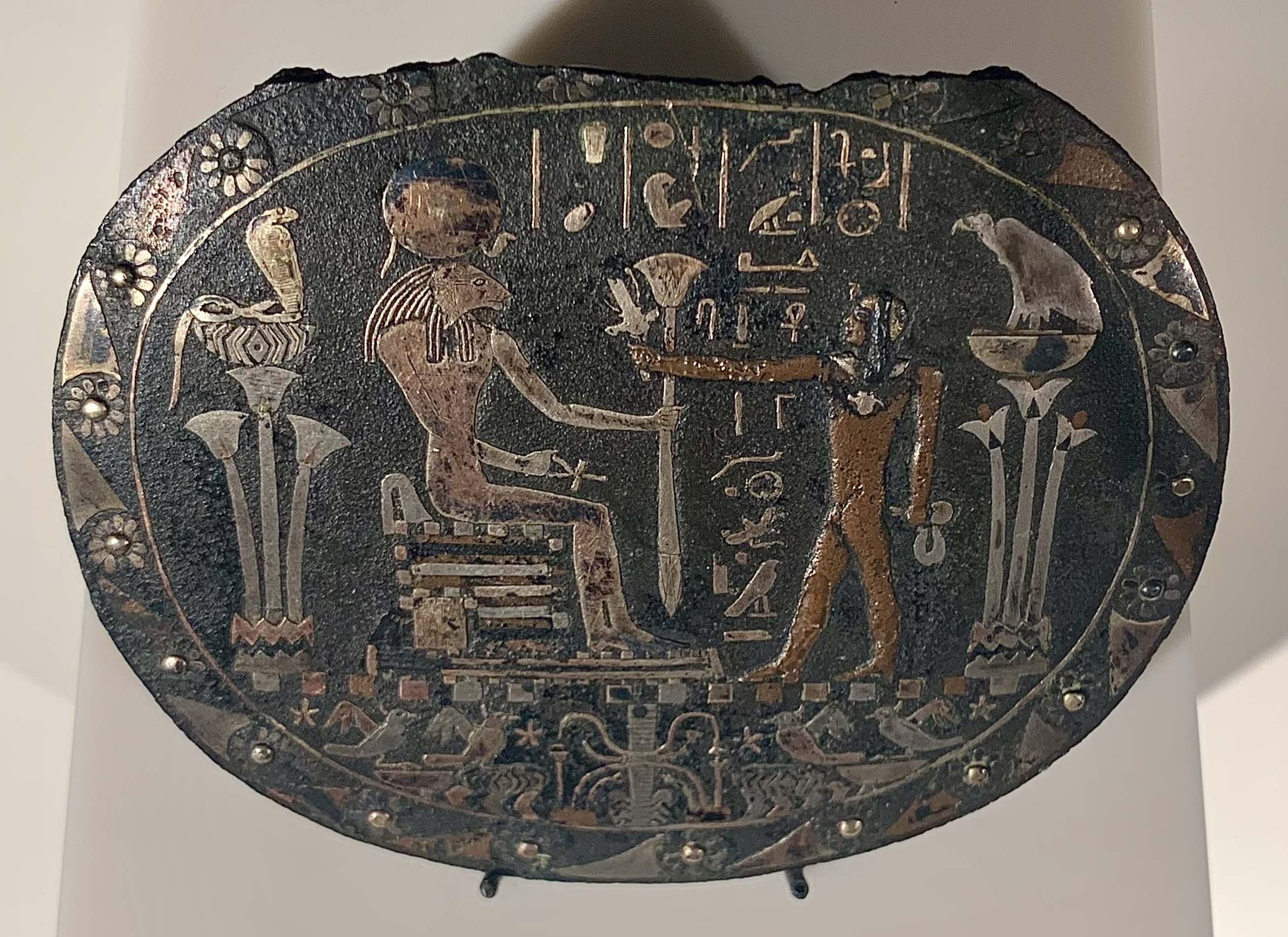
Beeltenis van een rituele Menat (halssnoer), van een ritueel voor een beeld van Sechmet op haar troon geflankeerd door de godin Wadjet als de cobra en de godin Nechbet als de witte gier, symbolen van Beneden- en Opper-Egypte; circa 870 v.C. (Berlijn, Altes Museum, cataloognummer 23733)

De term de Twee Vrouwen werd in het oude Egypte als religieus eufemisme gebruikt om de beide godinnen Wadjet en Nechbet aan te duiden, die door alle Egyptenaren werden vereerd na de eenmaking van Opper- en Beneden-Egypte, waarvan zij de beschermgodheden waren. Bij de eenmaking werd geen fusie van beide toegepast, zoals dat met verschillende goden van landstreken en steden wel gebeurde. Deze beide godinnen werden in hun oorspronkelijke waarde gehouden vanwege het belang dat aan hun rol wel gehecht, en ze raakten bekend onder de naam de Twee Vrouwen.
Nechbet kwam bij Wadjet te staan op de uraeus, vervolgens werden ze samen afgebeeld als onderdeel van de Egyptische kronen. De Twee Vrouwen stonden in voor de wetten, gaven de heersers hun autoriteit en beschermden hen en het land en zij zorgden voor vrede.
Het gebruik van de uraeus met de symbolen van deze godinnen bleef zelfs behouden onder Achenaten, die de verering van alle goden behalve zijn persoonlijk gekozen favoriet Aten afschafte. Ook zijn eigen Hebty of Nebtynaam was afgeleid van de wortel van de Twee Vrouwen, zoals men kan zien in zijn hiërografisch Hebtybeeld Wernesytemachetaten, dat vertaald wordt als Hij van de Twee Vrouwen, Groot van koningschap in Achetaten.